# Harold Newell
Pour les articles homonymes, voir Newell.
Harold Newell est un footballeur anglais des années 1930 et 1940. Joueur de l'US Boulogne, il termina lors de la saison 1938-1939 co-meilleur buteur du championnat de D2 française avec 39 buts en compagnie de Fernand Planquès. Il joua la saison suivante à l'ASSE.